# Mont Haruna
Le mont Haruna (榛名山, harunasan) est un stratovolcan endormi situé dans la préfecture de Gunma, sur l'île d'Honshū, au Japon.

## Climat
| Mois                                             | jan. | fév. | mars | avril | mai   | juin  | jui.  | août  | sep.  | oct.  | nov. | déc. | année   |
| ------------------------------------------------ | ---- | ---- | ---- | ----- | ----- | ----- | ----- | ----- | ----- | ----- | ---- | ---- | ------- |
| Précipitations (mm)                              | 40,9 | 39,8 | 84   | 124,9 | 172,1 | 285,4 | 313,7 | 381,3 | 359,5 | 196,7 | 66   | 33,5 | 2 097,6 |
| Nombre de jours avec précipitations              | 5,3  | 5,8  | 9,4  | 10,5  | 11,9  | 16,1  | 18,3  | 17,4  | 16,5  | 12,1  | 6,9  | 5,4  | 135,5   |
| dont nombre de jours avec précipitations ≥ 10 mm | 1,2  | 1,2  | 2,8  | 3,9   | 5,2   | 7,7   | 8,4   | 9     | 8,8   | 4,9   | 2,3  | 0,9  | 56,3    |

## Dans la culture
Le mont Haruna apparaît dans le manga Initial D sous le nom de mont Akina. C'est en haut de ce mont que le héros du manga, Takumi Fujiwara, livre le tofu de son père Bunta à un hôtel au bord du lac Haruna, sous le nom de lac Akina. C'est aussi à la descente de ce mont que Takumi a gagné ses premières courses avec sa Toyota Sprinter Trueno AE86 GT APEX. Le mont a également donné son nom à la première équipe connue du manga, les Speedstars d'Akina.